# Falrep
Falrep, linka poręczowa – linka biegnąca wzdłuż trapu zaburtowego jednostki pływającej, podtrzymywana słupkami. Pełni funkcję barierki.